# Социодрама
Социодра́ма (от лат. socius — общественный, и греч. Δράμα — действие) — техника социальной терапии (социатрии по Морено) и групповой психотерапии; метод, разработанный Я. Л. Морено для решения социальных и психологических проблем индивида и сообщества. Целями социодрамы как психотерапевтической техники являются постижение глубинного смысла обстоятельств, в которых действует группа, осознание возможных внутригрупповых конфликтов. Хотя социодрама является частью системы Морено и психодрамы в широком смысле, между ними есть значимые различия. Видный американский психодраматист Кен Спраг (en:Ken Sprague) описывал их так:
Субъектом социодрамы является группа, точнее протагонистов несколько, например двое реальных партнеров (супругов) в жизни (в отличие от психодрамы, где 1 протагонист), то есть от двух до всего состава группы. Социометрическая подготовка (разогрев) показывает, что именно является здесь и сейчас групповой проблемой. Целью — обучение плюс действия, направленные на творческие (креативные) социальные изменения за пределами классной комнаты. И психодрама, и социодрама пытаются посеять семена изменений. Однако психодрама смотрит в корень проблемы, в то время как социодрама смотрит в саму почву, в которой наши коллективные корни формируются или деформируются. Социодрама лечит болезни общества и корпораций, которые, в свою очередь, делают больными его членов.
Переводя сказанное Кеном Спрагом на инструментальный язык, можно выделить два существенных отличия социодрамы от психодрамы:
1. В социодраме главные действующие лица, протагонисты, с проблемной ситуацией которых работает вся группа, расширяют влияние темы и вовлекают (разогревают) всю группу. В идеале в социодраматическом действии участвует вся группа, моделирующая проблемную ситуацию.
2. В отличие от психодрамы, пытающейся выявить причины возникновения проблемной ситуации, социодрама стремится к расширению социального контекста. Ведущими вопросами для психодрамы являются «Где ты этому научился?», «Когда это с тобой уже происходило?». В социодраме ведущим вопросом является «Кто ещё вовлечен в данную ситуацию?».

Нужно отметить, что обозначенные различия весьма условны. Психодрама и социодрама не представляют собой две обособленных формы работы, скорее «чистая» психодрама и «чистая» социодрама являются полюсами континуума, внутри которого располагаются самые разнообразные формы. С технической точки зрения социодрама так же не сильно отличается от психодрамы. В добавление к классическим психодраматическим техникам, в социодраме существует обмен групповыми ролями.
Область применения социодрамы очень широка. Социодрама применяется в психотерапии, педагогике, тренингах, ролевых играх, организационном консультировании и проч. Десятилетия применения социодрамы в этих сферах доказали её эффективность как метода обучения и разрешения внутри- и межгрупповых конфликтов.
Для социодрамы характерно:
1. Отсутствие сценария, обязательных ролей.
2. Нет режиссёра, влияющего на ход действия, а только социодраматург, помогающий ситуации раскрыться во всей полноте.
3. Роли развиваются, взаимодействуют и становятся более контролируемыми.
4. Роли не закрепляются за конкретными исполнителями. Актёры сами определяют, какую роль они будут играть.
5. Всегда существует два и более протагониста.
6. Не стремится к фактической достоверности. Каждый участник может потребовать прекратить развитие действия, если оно приносит ему боль.
7. Нейтральна, не поддерживает какого-либо субъекта, или группу.
8. Социодраматист имеет право провоцировать игру для более полного раскрытия роли каждого участника группы.

Социодрама содержит в себе 3 обязательных фазы:
- Разогрев. Используются техники, помогающие активизировать жизненную ситуацию.
- Действие. Играются события, проходят катарсис и инсайт.
- Сохранение (Консервация). Участники делятся своими чувствами, которые они прожили во время игры и что чувствуют, снимая с себя эти роли. Во время этих описаний у зрителей может открыться новое видение ситуации.

Таким образом, социодрама собирает в себе все события и выражает отношения между различными реальностями, помогая найти способы взаимодействия. В результате достигается компромисс, возможно примирение.
Данный метод помогает взаимодействовать друг с другом, не исключая друг друга, а дополняя, обогащая и сохраняя при этом свою индивидуальность.
Морено полагал, что социодрама «открывает двери к новым когнитивным и экспериментальным возможностям преобразования, к социодраматическому тренингу спонтанности и креативности и прокладывает пути к переустройству общества».